# Успение Богородично (Старавина)
Вижте пояснителната страница за други значения на Успение Богородично.
„Успение на Пресвета Богородица“ (на македонска литературна норма: „Успение на Пресвета Богородица“) е възрожденска църква в битолското село Старавина, част от Преспанско-Пелагонийската епархия на Македонската православна църква – Охридска архиепископия. Храмът е гробищната църква на селото. Издигната е в 1860 година и е изписана в 1887 година с гръцки надписи, тъй като селото е гъркоманско. В първата зона са представени светци до пояс. В 1918 година по време на Първата световна война, когато Старавина е на фронтовата линия, църквата заедно с цялото село е разрушена. След войната е обновена и изписана на църковнославянски.